# スティーヴン・ヘンダーソン (サッカー選手)
スティーヴン・ヘンダーソン（1988年5月2日 - ）は、アイルランド共和国ダブリン出身の元サッカー選手。現役時代のポジションはゴールキーパー。一見派手なスーパーセーブこそ少ないが、的確な判断とミスの少ない安定したプレーが特徴の堅実な選手で、素早く正確なスローによるフィードも特徴のひとつである。

## 経歴
2012年3月16日、ウェストハム・ユナイテッドFCに特例で期限付き移籍する。シーズン終了後に完全移籍した。
2014年7月21日、チャールトン・アスレティックFCに3年契約で移籍した。
2016年7月22日、ノッティンガム・フォレストFCに3年契約で移籍した。
2019年7月、クリスタル・パレスFCに移籍した。
2021年9月7日、チャールトン・アスレティックFCに復帰した。